# Stygopholcus absoloni
Stygopholcus absoloni là một loài nhện trong họ Pholcidae. Loài này được phát hiện ở Croatia và Bosnia và Herzegovina và là loài điển hình của chi Stygopholcus.